# Zacoalco de Torres
Zacoalco de Torres è un comune del Messico, situato nello stato di Jalisco, regione di Lagunas. Si trova ad un'altezza di 1358 metri s.l.m. e nel 2015 contava una popolazione di 28 205 abitanti.